# タマリンド
タマリンド（答満林度、羅望子、英: tamarind、学名: Tamarindus indica）は、マメ科タマリンド属の常緑高木。古くは、エチオピアからインドに渡来した。ヘブライ語の「タマール」（なつめやしの意味）と「インド」から、タマリンドと名付けられた。別名、チョウセンモダマ（朝鮮藻玉）。
リンネの『植物の種』(1753年) で記載された植物種の一つである。

## 形態、分布

タマリンドの木

アフリカの熱帯が原産で、インド、東南アジア、アメリカ州などの亜熱帯および熱帯各地で栽培される。
樹高は20m以上になる常緑高木で、葉は長さ15-20cmの羽状複葉、小葉は10-20片で長楕円形。花は総状花序をなし、5弁で径3cm。黄色に橙色または赤色のすじが入る。
果実は長さ7-15cm、幅2cmほどのやや湾曲した肉厚な円筒形のさやで、黄褐色の最外皮は薄くもろい。1個ないし10個の黒褐色で扁平な卵円形の種子との間隙はペースト状の黒褐色の果肉で満たされる。この果肉は柔らかく酸味があり、食用とされる。
半乾燥地に適応しているが、雨の多いところでも生育する。

## 品種
酸味が弱く甘味が強い生食に適した品種もある。

## 食用

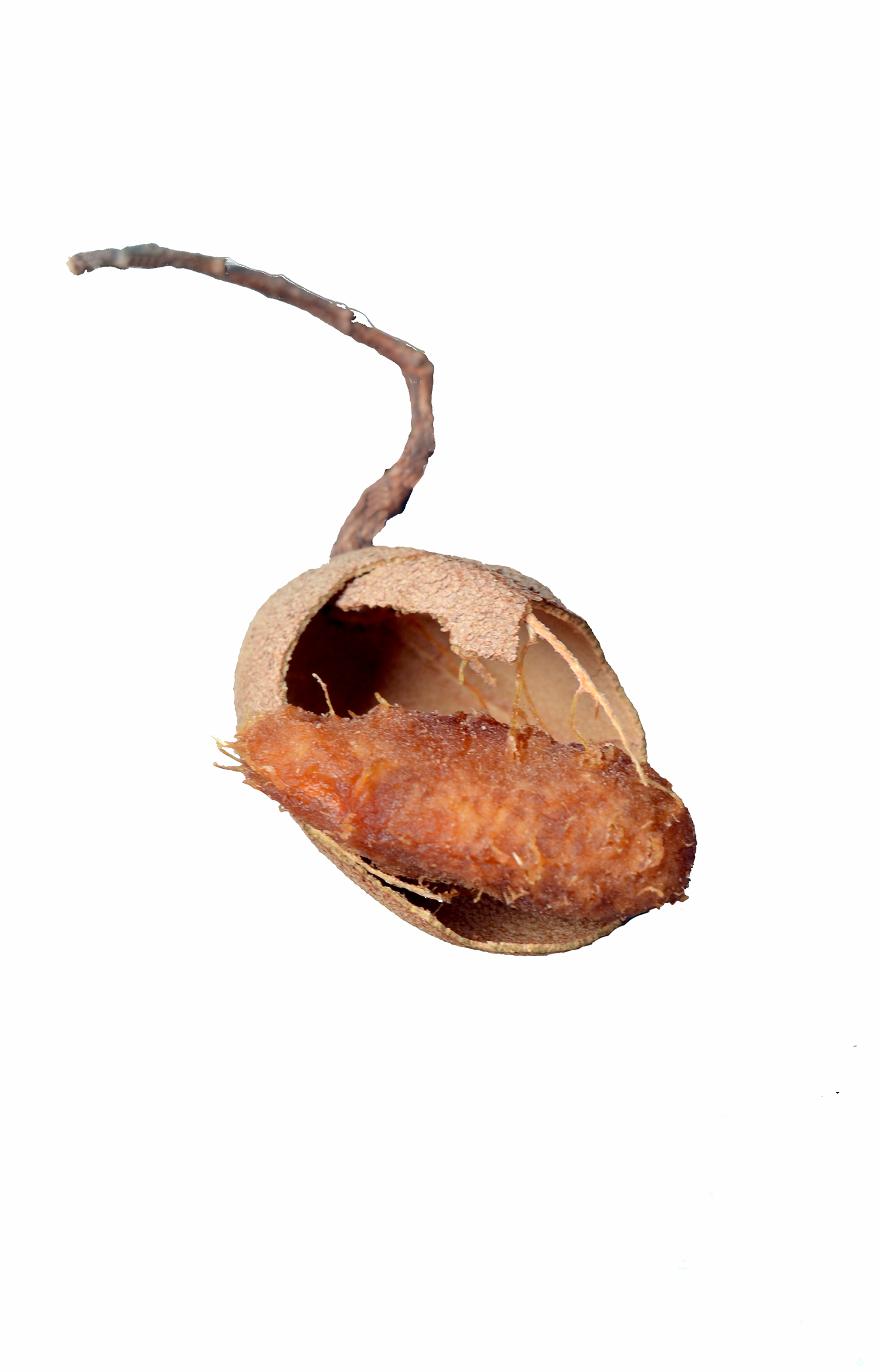
タマリンドの果実

果実が食用になる。料理の酸味料や食品添加物の増粘安定剤として用いられる他、ピクルス、シロップ、清涼飲料水に加工されるなど、利用範囲の非常に広い果実である。その他に甘みと酸味を楽しむために生食、ドライフルーツ、砂糖漬け、塩漬けなどに加工される。香りの主成分はフルフラール、2-アセチルフランなど。
種子の胚乳部分から抽出して得られたものから、食品添加物としての多糖類を主成分とする増粘安定剤のタマリンドガム（タマリンドシードガム）を製造する。

### 調味料として
酒石酸とクエン酸による強い酸味をもつ黒褐色の果肉が使われる。果肉だけを集めて固めた数百gのブロックか、浸出したエキスの形で売られるのが一般的である。ブロックのものは水に浸して、ペーストのようになったものを調理に用いる。
インド料理では果肉を熱湯に溶かしてチャツネを作る他、サーンバールやラッサムの酸味づけに用いる。インドのマクドナルドでは、マクイムリー（McImli：「イムリー」（इमली）とはヒンディー語でタマリンドの意）というタマリンドソースをつけてもらうことができる。
タイ料理のトムソムやパッタイやフィリピン料理のシニガンの酸味づけにもタマリンドが欠かせない。イラク中部と南部ではドルマの酸味づけにタマリンドを用いることがある。
ベトナム料理の甘酸っぱいスープであるカインチュアの酸味づけにもタマリンドを用いる。

### デザートとして
ラテンアメリカや東南アジアでは、タマリンドの果肉から清涼飲料水を作る。タマリンドの缶ジュースも市販されている。
東南アジアではジャムやソフトキャンディーに加工したり、砂糖漬け、塩漬けのおやつとしても売られる。ベトナムではクラッシュアイスと煎りピーナツを加えたダー・メ（Đá me：「氷タマリンド」の意）や、さらに練乳を加えたスア・ダー・メ（Sữa đá me：「ミルク氷タマリンド」の意）として飲む。
生食にはスイートタマリンドと呼ばれる種類の果実を樹上で成熟させ水分が20％以下にしたものを収穫して用いる。

### その他
フィリピンでは、マラリアに効能があるとして葉をタマリンド茶として用いる。

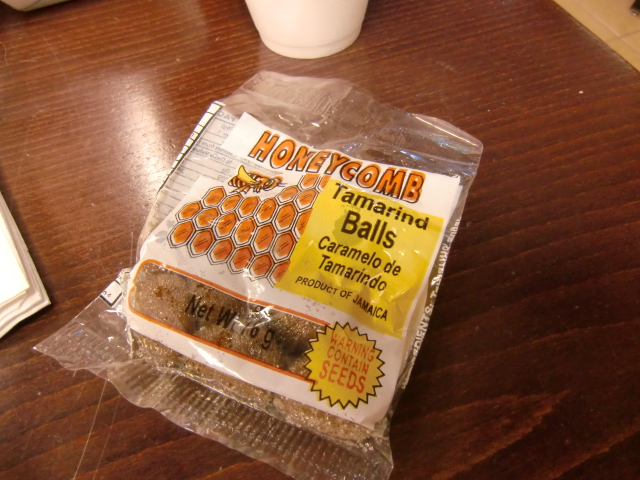
ジャマイカのお菓子
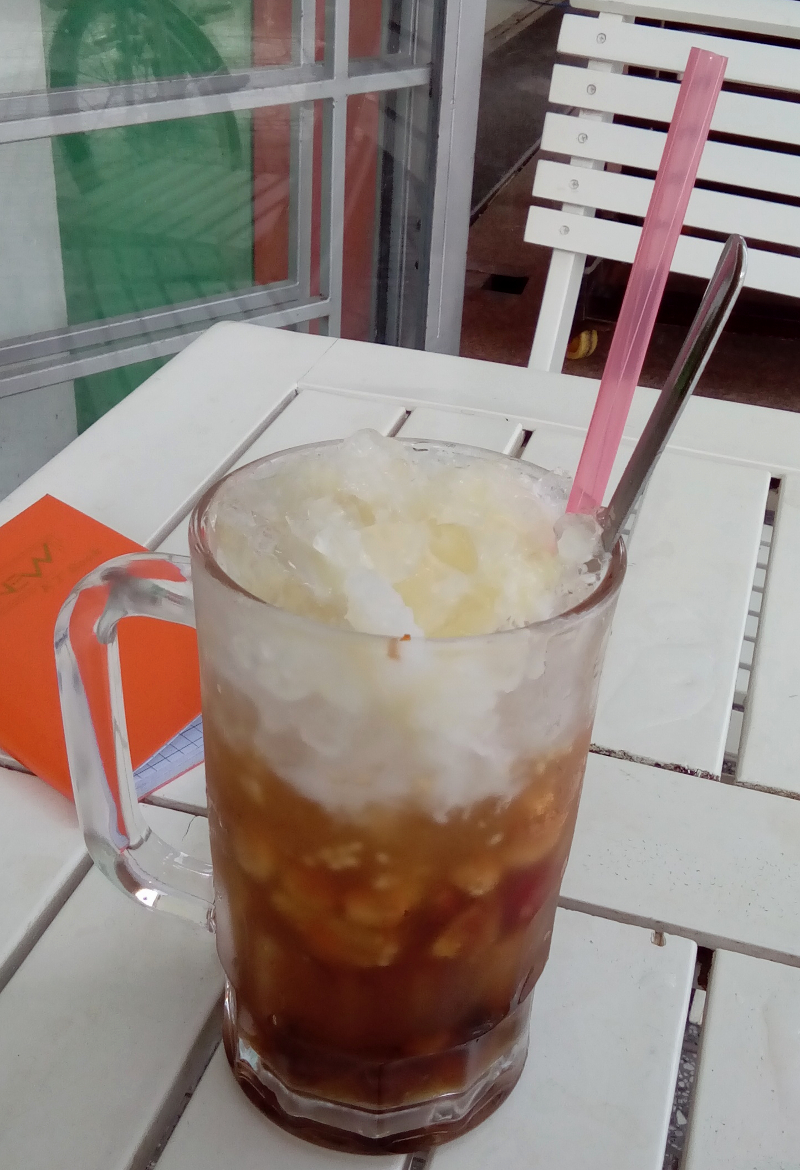
ベトナムの「スア・ダー・メ」（Sữa đá me:ミルク氷タマリンド)。キエンザン省ハティエン市社にて。

## その他
- 果実はサルの好物で、マダガスカルのキツネザルの主要な食物の1つである。
- 材木は家具や道具の材料に用いられる。パルプを金属磨きとして用いる地域がある。
- 属名はアラビア語で「インドのナツメヤシ（デーツ）」を意味する「タマル・ヒンディー」（تمر هندي）に由来する。アラビア語圏でタマリンドが知られるようになったのが、原産地のアフリカから直接持ち込まれたのではなく、果実がナツメヤシ類似の交易品としてインドからもたらされたためと推定される。アラビア語から中世ラテン語のtamarindusを経由して、英語になったのは16世紀初頭[5]。
- トマス・エリオット（英語版）（Thomas Elyot）は著書『The Castel of Helth』（1533年）の中で、タマリンドを「胆汁を浄化するもの」として勧めている[5]。
- ヌエル族やディンカ族の一部などアフリカの南スーダンのいくつかの民族集団の神話では、タマリンドの大木が人間の起源神話にかかわる特別な木となっている[6][7]。